# 杨村镇 (龙南市)
杨村镇，是中华人民共和国江西省赣州市龙南市下辖的一个乡镇级行政单位。

## 行政区划
杨村镇下辖以下地区：
太平社区、杨村、紫霞村、车田村、坪湖村、垇下村、杨大村、五星村、蕉陂村、乌石村、坪上村、新蔡村、员布村、桥头村、新陂村和黄坑村。

## 中国传统村落
2012年，杨村村燕翼围被评为首批“中国传统村落”。